# Эрасистрат (врач)
Эрасистра́т из Ке́оса, или просто Эрасистра́т (др.-греч. Ἐρασίστρατος; родился в 304/303 году до н. э., Кея, Греция — умер в 250/249 году до н. э., Самос, Греция), — древнегреческий врач.

## Биография

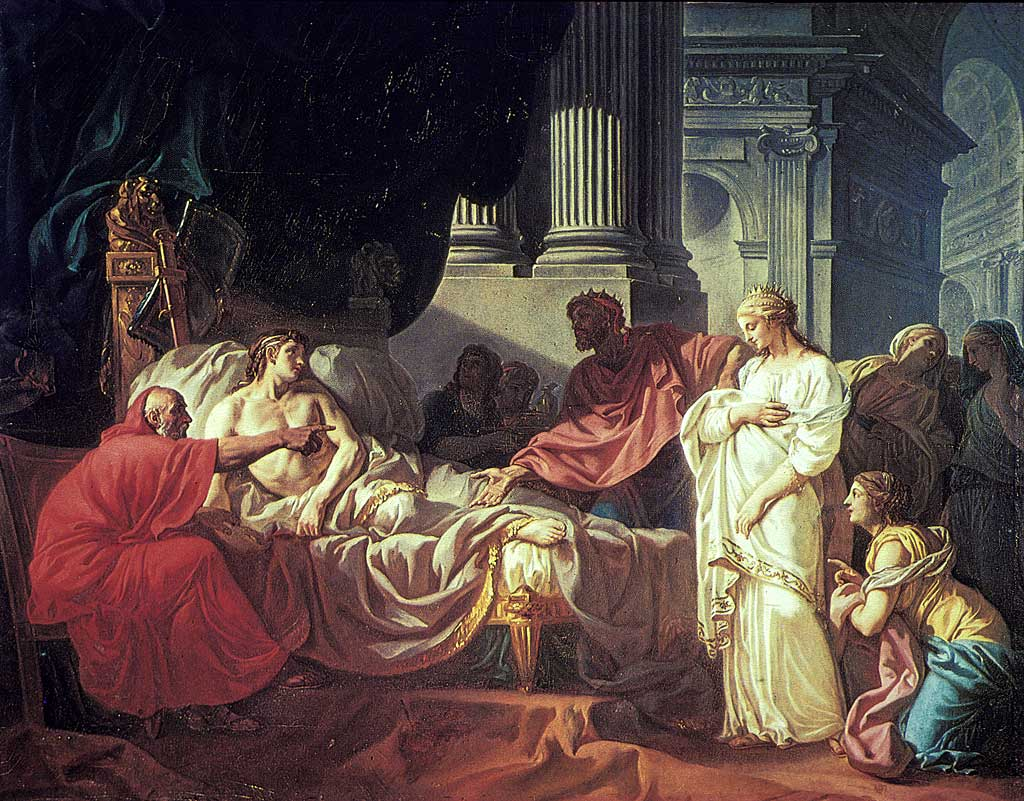
Давид Ж. Л. Врач Эрасистрат обнаруживает причины болезни Антиоха (1774)

Эрасистрат был внуком Аристотеля, учеником врача Хрисиппа Книдского. Некоторое время находился при дворе Селевка Никатора в Антиохии. Потом жил на острове Самос. Эрасистрат считается основателем особой медицинской школы, называвшейся по его имени. Из его сочинений сохранились лишь немногие отрывки, преимущественно — у Галена.
Эрасистрат занимался исследованием деятельности мозга и нервной системы. Он предполагал в теле два противоположных элемента: жизненный дух и кровь.
Эрасистрат изучал функции органов пищеварения на живых животных и наблюдал перистальтику желудка. Утверждал, что пищеварение происходит путём механического перетирания пищи желудком. Вскрывал человеческие трупы, описал печень и жёлчные протоки. Главной причиной болезней Эрасистрат считал излишества в пище и её несварения, которая засоряет сосуды, вследствие этого возникают воспаления, язвы и другие заболевания.
Ввёл в медицину и биологию термин «паренхима».
По рассказу Плутарха, Эрасистрат, однажды заметив, что у больного царевича Антиоха, сына царя Селевка I, изменился пульс при появлении своей молодой мачехи Стратоники, определил, что причиной болезни Антиоха является его любовь к ней.